# 누마타 고세이
누마타 고세이(일본어: 沼田 航征, 2002년 1월 12일~)는 일본의 축구 선수이다.

## 구단 경력
그는 2019년 J3리그의 FC 도쿄 U-23에서 뛰었다. 2020년부터 2023년까지 아술 클라로 누마즈에서 활동했다. 2024년 J3리그의 아술 클라로 누마즈로 이적했다.